# 드림어스컴퍼니
드림어스컴퍼니(Dreamus Company)는 대한민국의 음악서비스 플랫폼 FLO 서비스 회사이다. 본사는 서울특별시 서초구 방배로18길 5 (방배동, 아이리버하우스)에 위치에 있다. 2000년대에 MP3, PDA 등의 상품으로 큰 인기를 끌었으나 2010년대에 들어 스마트폰이 도래하며 변화하는 디지털 시장의 시류에 편승하지 못하며 쇠퇴하였다.

## 역사
1999년, 양덕준은 삼성전자에서 나와 5명의 동료와 함께 '레인콤'이라는 이름의 회사를 세웠다. 총 직원 7명, 자본금 3억 원으로 창립해 멀티 코덱 CD 플레이어를 개발했다.
1999년부터 개발하기 시작한 iMP-100이 2000년에 완성되어 대한민국에서 출시되었으며, iMP 시리즈는 당시 소닉 블루(Sonic Blue)-현재는 리오(Rio)사로부터 ODM 발주를 받아 리오볼트(RioVolt)라는 이름으로 해외에 출시되기 시작했다. 2001년 12월에는 세계 초박형 MP3 시디 플레이어 iMP-350을 개발했으며 그 뒤부터는 iriver 슬림엑스(iriver SlimX)라는 브랜드로 자체 판매하였다. 2002년 6월 세계 최초로 데이터플레이 디스크를 재생하는 뮤직 플레이어 iDP-100을 개발·출시하고, 9월에는 첫 번째 플래시 메모리 MP3 플레이어 iFP-100 시리즈를 출시하여 미국의 베스트 바이에 공급한 데 이어, 12월에는 홍콩 현지법인 아이리버 홍콩을 설립하였다.
2003년 11월에는 첫 번째 하드 디스크 플레이어인 H100(iHP-100)을 대한민국에 출시하였고, 해외에는 iGP-100이 출시, 베스트 바이에서 판매하였다. 2004년부터는 애플의 아이팟에 대항하기 위해 H10을 출시하였고, 2005년에는 디 클릭(D-Click) 시스템이라는 새로운 제어 방식을 적용한 U10을 출시하여 2006년까지 모두 30만 대 이상 판매되었다.
2007년 CES에서는 Clix2, W10, Book2, S10 등 신제품 10종을 발표하였으며, 그 가운데 Clix2 제품이 Clix라는 이름으로 대한민국에 출시하였다.
2008년에는 CES에서 발표한 SPINN이 대한민국에 출시하였다. SPINN은 기존에 디 클릭(D-Click) 시스템을 적용하여 출시한 U10과 Clix2를 계승한 제품이며, 스핀 휠(SPINN Wheel)을 이용한 SPINN Technology와 iriver MOTION TOUCH SYSTEM을 적용하였다.
2009년에는 사명을 브랜드명인 '아이리버'로 변경하면서 Wi-Fi를 탑재한 전자사전 D50 등의 딕플 시리즈와 인터넷 전화 (Style), 네트워크 PMP P35, e-book 아이리버 Story 등을 출시하며 MP3 플레이어 외 전자책 등과 관련한 새로운 분야로의 진출을 본격화하기 시작했다.
2010년에는 현재까지 SMART HD(K1), D1000이 출시되었다.
2011년에는 독일의 레드닷 디자인상을 수상하였으며, LG유플러스를 통해 첫 번째 스마트폰인 바닐라(I-L1)를 출시하였다.
2012년에는 프리미엄 음향기기 아스텔앤컨(Astell&Kern)을 출시하였다. 이것을 계기로 아이리버가 다시 재기하게 되었다.
2014년에 SK텔레콤에 인수되었다.
2019년에 사명을 '드림어스컴퍼니'로 변경하였다.

## 제품
아래의 순서와 제품의 출시 순서에는 관련이 없다.
| - 데이터플레이 디스크 플레이어 - iDP-100 - CD 플레이어 - iMP-50 - iMP-100 - iMP-150 - iMP-250 - iMP-350 (SlimX) - iMP-400 (SlimX) - iMP-550 (SlimX) - iMP-700T - iMP-900 (SlimX) - iMP-1000 - iMP-1100 | - 플래시 메모리 플레이어 - iFP 시리즈 - iFP-100 (Prism) - iFP-300 (Craft I) - iFP-500 (MasterPiece I) - iFP-700 (Craft II) - iFP-800 (Craft II) - iFP-900 (MasterPiece II) - iFP-1000 (Prism Eye) - T 시리즈 - T5 (해외 출시 제품) - T6 (해외 출시 제품) - T7 (VOLCANO, Stix) - T8 (Candy Bar) - T9 - T10 (Music Clip) - T20 (Metro Look) - T30 (Craft III) - T50 - T60 | - - N 시리즈 - N10 - N11 - N12 - N15 - N20 - N20S - U 시리즈 (Clix 시리즈) - U10 (해외 제품명 Clix) - Clix (U20, 해외 제품명 Clix2) - Lplayer (U15) - Clix+ (U25) - SPINN (U30) - U100 - S 시리즈 - S7 - S10 (초기에 N시리즈로 기획되었으나 출시 직전 S시리즈로 변경) - Mplayer (Season 1, 2) - Mplayer Eyes (S2) - S100 | - - E 시리즈 - E100 (Season 1,2) - E30 - E40 - E50 - E150 - E200 - E250 - E300 - W 시리즈 - W7 - H 시리즈 - H10 Jr. - X 시리즈 - X20 (해외 출시 제품) - F 시리즈 - F700 (해외 출시 제품, iFP-700 개량형 4GB) - K 시리즈 - Smart HD (K1) - 셀렉트 (Select) 시리즈 - Pocket Puppy |  |

| - 하드 디스크 플레이어 - iGP 시리즈 - iGP-100 - H 시리즈 (iHP 시리즈) - H100 시리즈 (H100, H110, H115, H120, H120D, H140, H140D) - H300 시리즈 (H320, H340) - H10 (5GB, 6GB, 20GB-아시아 미출시) - E 시리즈 - E10 | - DMB 플레이어 - B10 (Pocket TV) - B20 (이 기종부터 플래시 메모리 플레이어의 기능도 겸함) - B30 - B100 (같은 B 시리즈이지만 DMB 기능이 없다.) - 휴대용 미디어 플레이어 (PMP) - PMP/PMC 시리즈 - PMP-100 (PMP-120, PMP-140) - PMC-100 (해외 출시제품) - P 시리즈 (P.ple) - P7 - P8 - P10 - P20 - P35 - P100 IPS | - 전자사전 (딕플:Dicple) - D5 - D7, D7 Plus (인터넷 강의 지원) - D10 - D11 - D20 (Dicple α) - D25 (Dicple 51), D25SE (Special Edition) - D26 - D27 - D28 - D30 - D31 - D33 - D35 - D50 (R/N-Wi-Fi지원) - D100 - D150 - D180 - D200 - D300 - D1000 - D2000 - D3000 - D3300 | - 내비게이션 - NV mini (M3) - NV Classic (M7) - NV (M10) - NV Life (M20) - 인터넷(VoIP) 전화 - wave (W10) - STYLE (UNIT2-S, WAVE-HOME) - USB 메모리 - 스윙 (Swing) - 도미노 (Domino) - E-book - iriver Story - iriver Cover Story - iriver Story HD - iriver Story K - 스마트폰 - 아이리버 바닐라(I-L1) - 아이리버 울랄라 - 아이리버 울랄라 5 - 태블릿 PC - 아이리버 탭 - 아이리버 와우탭 - 아이리버 와우탭+ - 아이리버 와우탭 에듀 스페셜 - 아이리버 김기훈의 천일문탭 |

## 사진

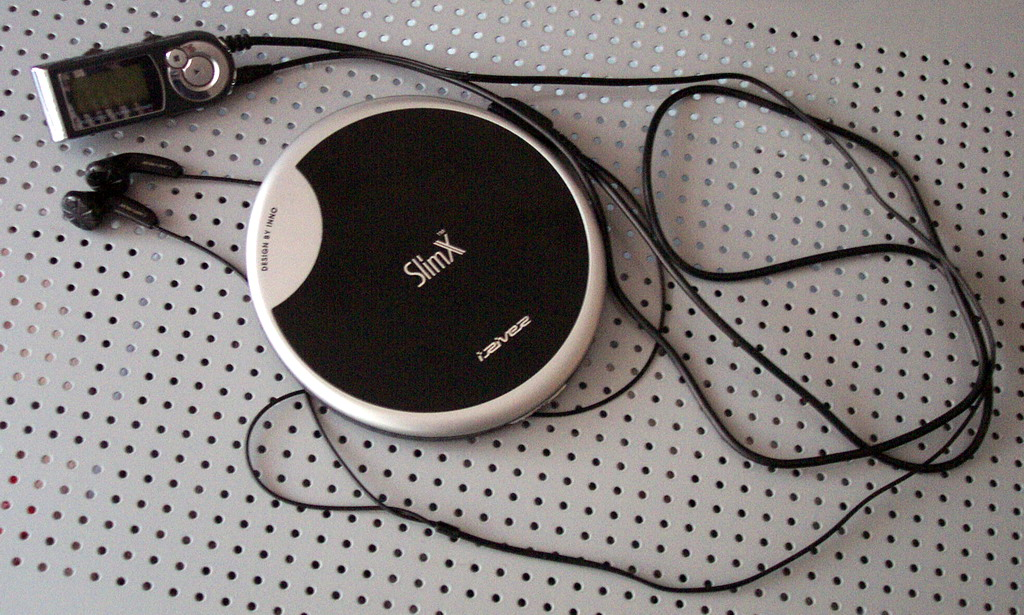
아이리버 iMP-550
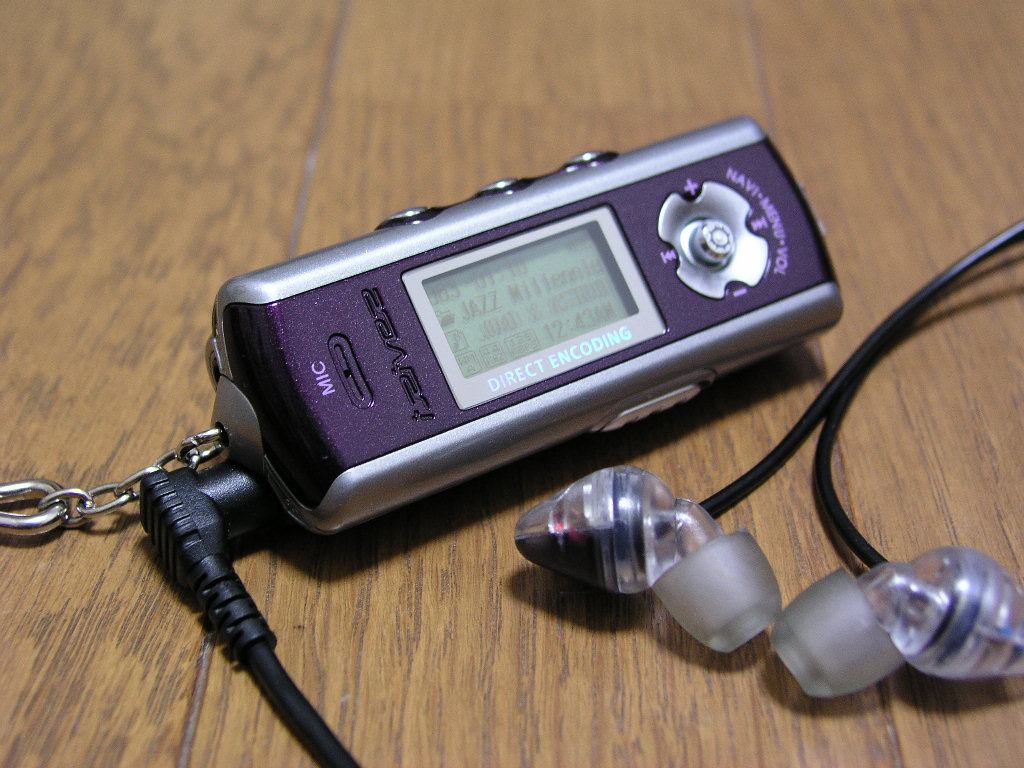
아이리버 iFP-799
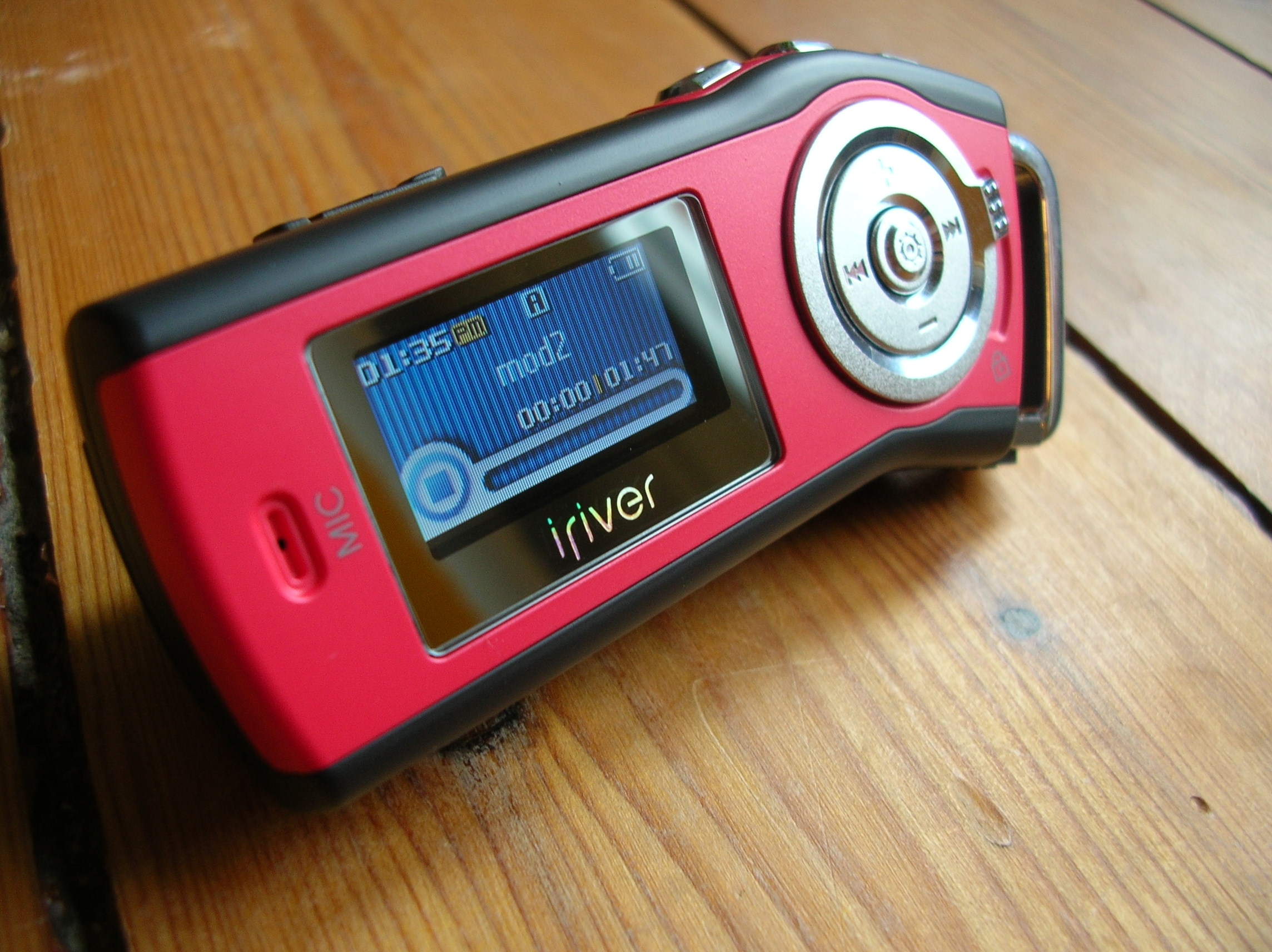
아이리버 T10
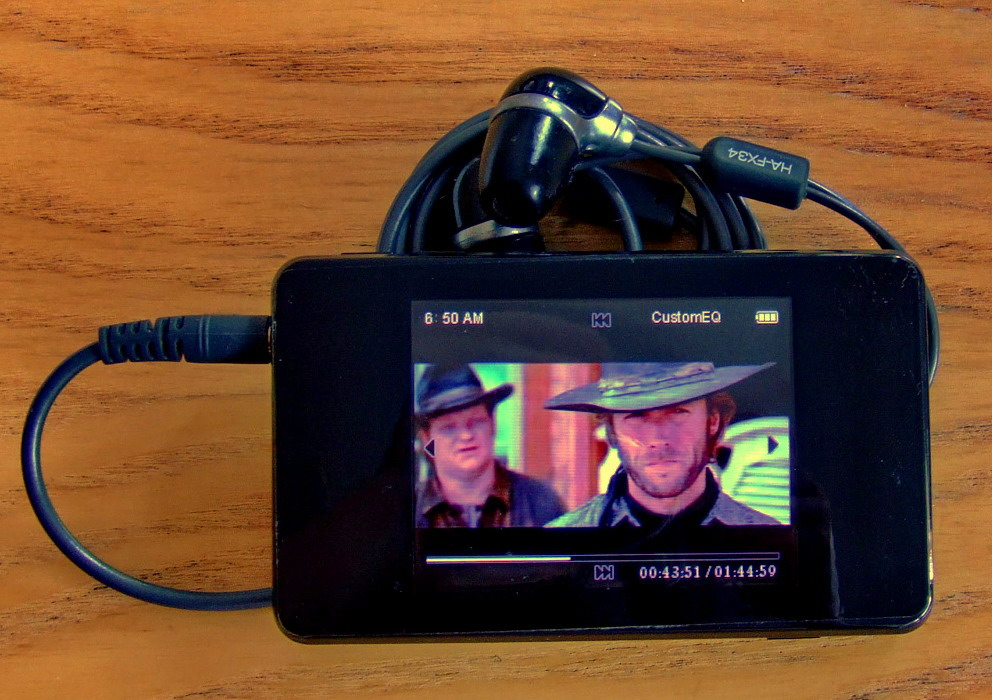
아이리버 Clix (해외 제품명 Clix2)
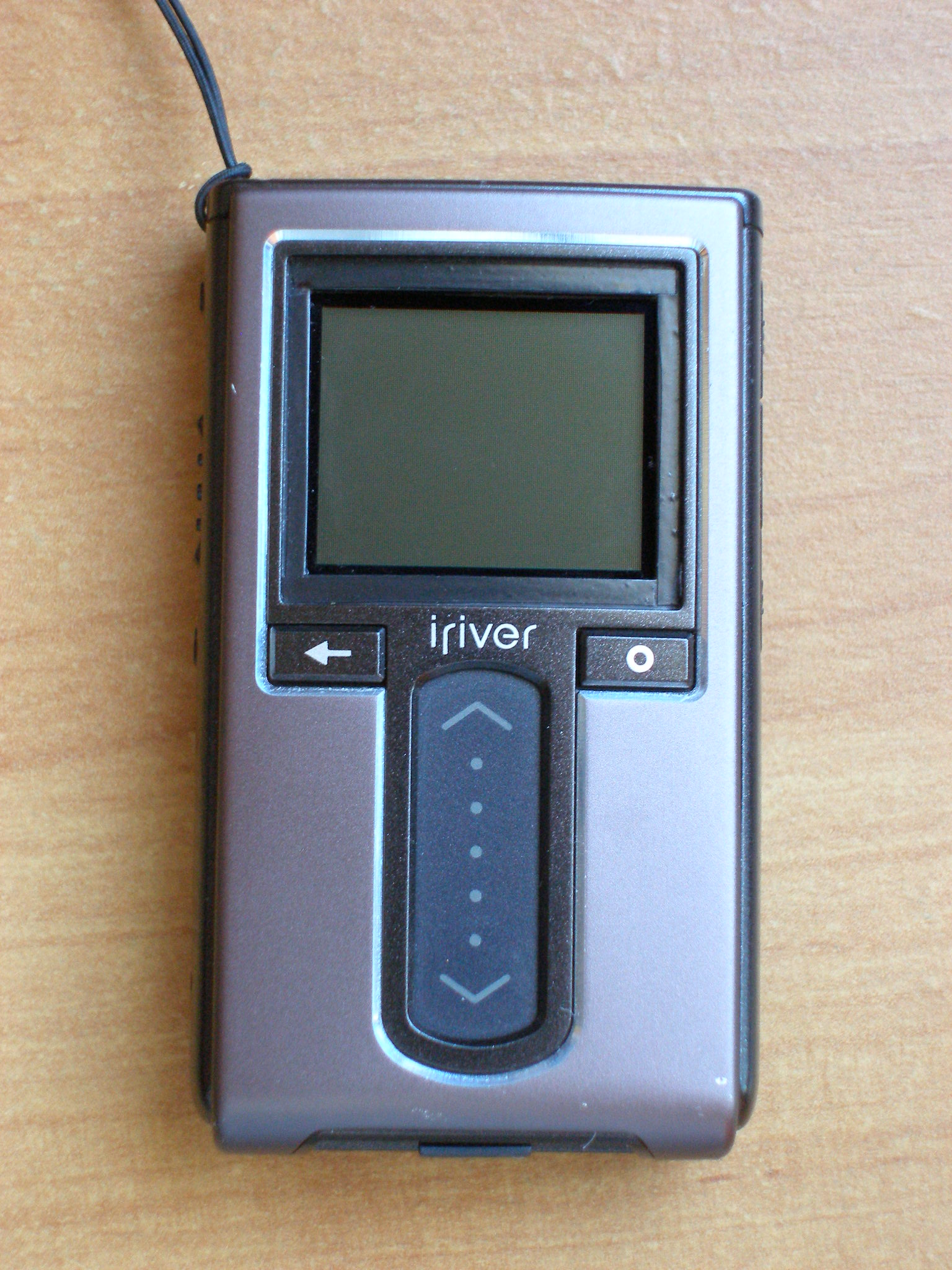
아이리버 H10 Jr.
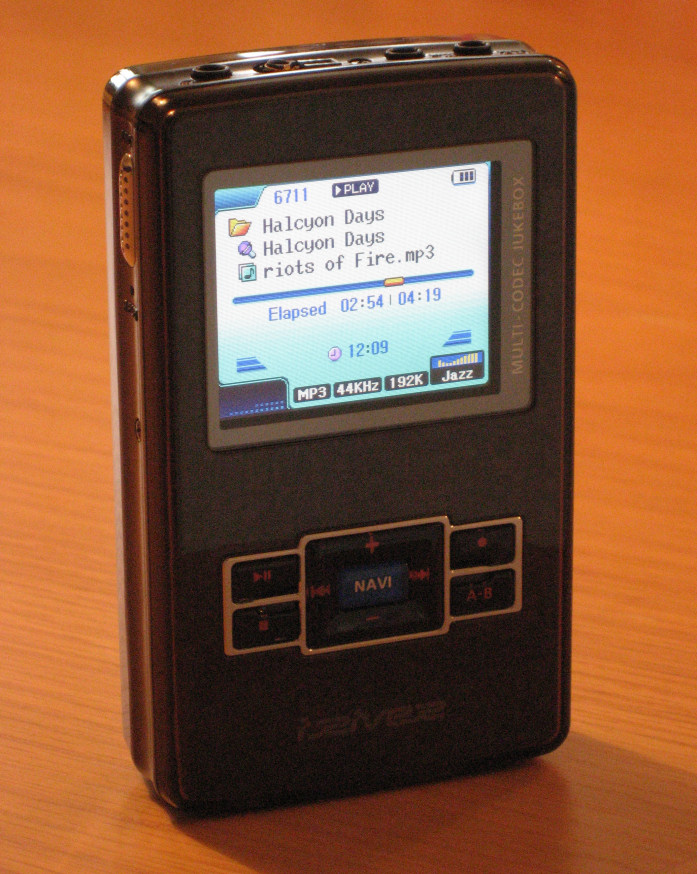
아이리버 H340
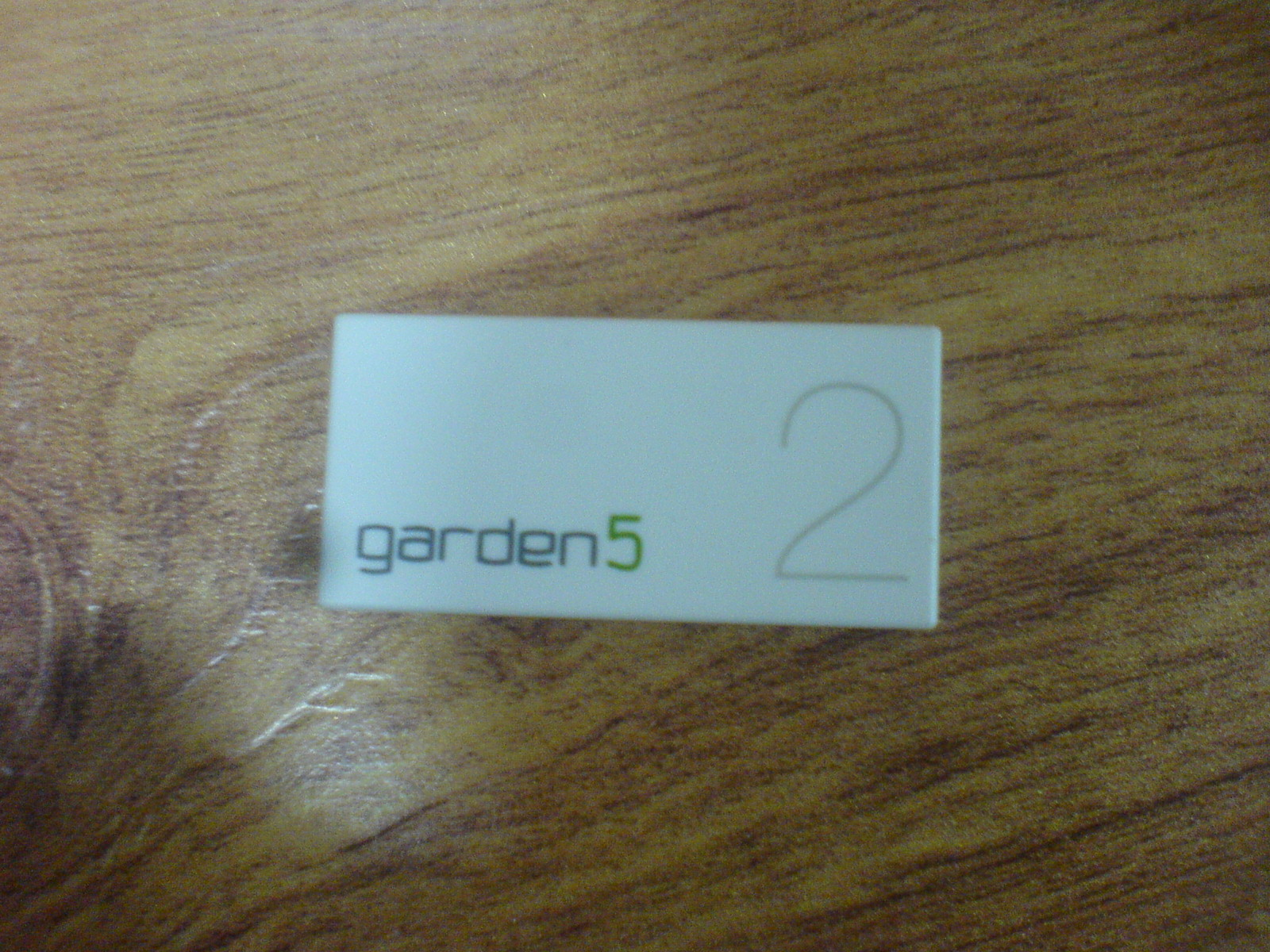
아이리버 도미노

## IESE
IESE(Iriver Extreme Sound Engine)는 아이리버가 자체 개발한 음장이다. IESE는 Concert, Flow, Broad, Deep가 있으며 각각 서로 다른 음향 효과를 가진다.
2009년 11월 12일 기준으로 아이리버의 IESE가 포함된 MP3는 iriver N20이다.

## 같이 보기
- 에이트리
- 민트패스
- 코원시스템